# 高校生無頼控
『高校生無頼控』（こうこうせいぶらいひかえ）は、原作：小池一雄、作画：芳谷圭児による日本の劇画。
『週刊漫画アクション』において1971年30号から1973年24号まで連載され、当時としては異例の単行本累計部数100万部を突破した。
1972年（昭和47年）には、同タイトルで映画化（主演：沖雅也・製作配給：東宝、1972年11月26日公開）され、翌1973年には、大門正明を主役に起用し、続編となる『高校生無頼控 突きのムラマサ』（1973年4月7日公開）、『高校生無頼控 感じるゥームラマサ』（1973年6月23日公開）の三部作が公開された。

## 概要
行方不明の兄を探すため高校を中退し、鹿児島から東京へ向かう主人公の村木正人（通称：ムラマサ）が、道中その旅先で女性と知り合い、性的関係（ラブタッチ）となるまでのアバンチュールを楽しみながら旅を続ける物語である。
原作者の小池一夫は当時、同誌において『子連れ狼』を連載中で、他にも『御用牙』（作画：神田たけ志）など複数の連載を抱えており、殺伐とした時代劇ばかりを執筆して精神的にも重圧を受けていたので、もっと明るいアッケラカンとしたものを描きたい欲求が募ったために本作が誕生した。
なお、連載開始の前年となる1970年に、同誌において12月10日号（No.52）から4回にわたって同タイトルの劇画が連載されている。この時は原作者名を小池一雄（当時）ではなく、緒塚敬吾名義で発表し、また作画も芳谷圭児ではなく松森正が担当した。
1973年の連載終了後の5年後の1978年には、若者をターゲットとした総合男性誌『GORO』において連載を再開している（『高校生無頼控 外伝』として単行本に収録されている）。
1970年代前半（昭和40年代後半）当時、男女の性的関係をモチーフとした作品はほとんどなく、連載時には若者たちから爆発的な人気を誇った。当時少年誌で社会問題となった永井豪の『ハレンチ学園』や後に本作と同様の作品的テーマとなる本宮ひろ志の『俺の空』と共に、“男女の性的漫画（H系コミック）”の元祖（パイオニア）として取り上げられる事も多い。

## 劇画

### 内容
薩摩示現流（剣道）の達人でもある村木正人（=ムラマサ）は高校を中退して、学生運動の過激派リーダーである兄・村木鉄人を探しに、愛用の竹刀と防具を持って鹿児島から東京へ向かう。
それは、重病で明日をも知れぬ命である鉄人の婚約者・和美の「鉄人と再会したい」という願いを叶えるためであったが、兄を探しに日本全国を放浪しながら、その旅先でのムラマサのお眼鏡にかなった女性（女子高生、女子大生、女教師、女子プロボウラー、モデル、外国人女性など）と知り合い、性的関係（=ラブタッチ）に持っていくまでのアバンチュールを楽しむ内容となっている。
「三流主義」（汗を流し、涙を流し、血を流す）を掲げるムラマサは、その道中で土地土地の女と出逢っては別れながら、日本各地で放浪を続ける。

### 登場人物
村木正人（むらき まさと）
鹿児島県海南高校の生徒。通称：ムラマサ。剣道部に所属。剣道を父と海南高校剣道師範恩地先生、武道を父から学び、薩摩示現流（剣道）の達人であり、武術にも精通している。褌を着用。
また、口論となっても相手を言い負かせるほど弁がたち、法律（特に刑法）に詳しい。生活力と行動力があり、商才に長けている。
ガールハントに関しては天才的であり、狙った女性は必ず口説き落とし、最終的には必ず肉体関係（ラブタッチ）にまで（出会ったその日のうちに）持っていかないとプライドが許さない性質である。
村木鉄人（むらき てつと）
正人（ムラマサ）の兄。東大安田講堂事件の学生メンバーであったが、官憲の手によって陥落した事により、警察力を導入した大学側に憤りを感じ、以後、過激派に走り、過激派のリーダーとして全国指名手配中である。
ボウリングが3度のメシよりも好き。
和美（かずみ）
鉄人の恋人。子宮による難病で明日をも知れぬ命であり、病床で鉄人との再会を願っている。ムラマサにとっての初恋の人。
村田（むらた）
警視庁警備対策本部長。兄を探し出して自首させようとするムラマサに協力し、兄・鉄人に関する資料を提供する。

### 単行本
1. 1972年08月15日
2. 1972年10月01日
3. 1972年11月01日
4. 1972年12月10日
5. 1973年01月20日
6. 1973年03月20日
7. 1973年07月15日
8. 1973年09月15日

- 外伝 1979年01月15日

当時の単行本（特に2・5・7巻、外伝）の表紙には、ムラマサと共に女性の裸体が描かれていた。
2011年現在、全10巻の電子書籍として販売されている。

## 映画

### 映画第1作『高校生無頼控』

#### ストーリー
過激派学生の兄、村木鉄人が警察に逮捕されたとき、母は自らの生命を絶った。村木正人（通称ムラマサ）は、母を死に追いやった兄・鉄人をたたっ斬ることを心に誓い保釈金の五十万円を稼ぎながら鹿児島から東京へと旅立った。道中、旅先で知り合った女性たちとアバンチュールを楽しみながらムラマサの機知とユーモアに満ちた行動を描く。

#### キャスト
- 沖雅也：村木正人
- 夏純子：早瀬卓子
- 八並映子：牧葉昌子
- 中川加奈：マリア
- 沢知美：朝野未来
- 進千賀子：吉本真理
- 川村真樹：征木牧子
- 木村由貴子：山村静
- 集三枝子：倉屋高子
- 長谷川照子：志賀千秋
- 南利明 ：中年男
- 岸田森：村木鉄人
- 杉山俊夫：カメラ助手
- レナッタ・ヘラルド：金髪女
- 岡崎二朗：武井洋介
- 丘寵児：地裁係員
- 宍戸錠：早瀬一剣
- 久野征四郎、杉江広太郎、柳瀬志郎、海野かつを、うえずみのる、高橋ひとみ、赤塚真人、大川真一郎、木島一郎、榎木兵衛、矢藤昌宏、玉川長太、溝口拳、川野耕司、畠山麦、大橋二郎、江戸家小猫、神有介、小池正史、一ノ瀬謙、佐藤明彦、大山崇、多田藤憲、秋元京子、池上臣功、三上剛、脇平政一：その他

#### スタッフ
- 監督：江崎実生
- 企画：寺山修司・中山千夏・赤塚不二夫・鈴木明・藤岡豊
- 製作：川野泰彦
- 脚本：佐々木守・足立正生
- 撮影：山田一夫
- 美術：片桐健之
- 照明：大石弘一
- 録音：瀬川徹夫
- 音楽：佐藤允彦
- 編集：辻井正則
- 助監督：後藤秀司
- スチール：石月美徳
- 主題歌：『くらいマックス』 村木正人 - ビクター音楽産業 JRT-1259
  - 作詞：小池一雄、作曲：藤本卓也

#### 原作との関係
本作では『われ北上す！』『薩摩守ただのり』『だん突ムラマサ』『カッパキ勝負』『ブランコ攻め』（以上第1巻）『だんびら嵐』（第3巻）『青春鎖国』（第5巻）『牝の牙』（第2巻）の挿話を基に作られており、主な役柄や設定は変化させている。
- 本作では母を死に追いやった兄・鉄人をたたっ斬ることを心に誓い、東京へと旅立つ設定となっているが、原作では母親が登場する事はなく、上京する理由も重病で明日をも知れぬ命である鉄人の婚約者・和美の「鉄人と再会したい」という願いを叶えるためとなっている。
- 原作では薩摩示現流総帥養心館館長・西一剣の一人娘・西フキが、本作では早瀬一剣（宍戸錠）の娘・早瀬卓子（夏純子）に名前が変更。ちなみに早瀬卓子は原作では『薩摩守ただのり』（第1巻）の挿話で東京麻布の北里学園の修学旅行生の役で登場。
- 姫路城でフォークグループ（黙示録）が『くらいマックス』を歌う件は『拾イズム』（第6巻）からの引用。
- ブランコ攻めの相手が原作ではモデル・朝野未来の社長であるヘレン真木であったが、本作では婦人警官の征木牧子（川村真樹、注：原作にはない）に変更。
- 京都で一条高の剣道部員三人組（畠山麦）と防具を賭けて野試合する件は『バージン試合』（第2巻）からの引用。
- 本作では志賀千秋（長谷川照子）がダンプの運転手に設定されているが、原作では志賀高原の一ノ瀬のダイヤモンドホテルの娘である。『白き旅へ』（第2巻参照）
- 兄を知っている過激派仲間の女性の名前が原作では阿南京子から映画では牧葉昌子（八並映子、注：原作にはない）に変更。
- 本作ではラストに兄・村木鉄人（岸田森）がムラマサとの対面を果たすが、原作では兄が現れる事はなかった。

### 映画第2作『高校生無頼控 突きのムラマサ』
当初は高橋繁男の監督デビュー作になると報道された。

#### ストーリー
兄を探しながら、ガクラン無宿をつづけるムラマサの痛快な活躍を地方高校を舞台に描く。

#### キャスト
- 大門正明：村木正人
- ひし美ゆり子：小千谷陽子
- 加藤小夜子：東風みどり
- 赤松直人：いちゃ山
- 畠山麦：コンチュウ
- 河原裕昌：ジロー
- 渡辺やよい：北川サキエ
- 由利徹：金村
- 久里千春：金村の妻
- 森烈：崎山
- 山口昭：二見
- 達純一 ：大内
- 大池育子：女生徒
- 河野敦子：女生徒
- 野村けい子：女生徒
- 大川真一郎：新聞部
- 矢代圭：新聞部
- 中条静夫：校長
- 仲谷昇：教頭
- 小松政夫：教師
- 小池朝雄：部長刑事
- 名古屋章：刑事
- 榎木兵衛：人夫
- 木島一郎：人夫
- 中平鉄仙：運転手

#### 原作との関係
本作では『青春ロデオ』（第6巻）『青春アパッチ』（第7巻）『だんびら嵐』『ああ！風雲急』（以上第3巻）『感字る時代』（第4巻）の挿話を基に作られており、主な役柄や設定は変化させている。
- ムラマサが公園で一人で戯れるシーンは『マサしぐれ』（第6巻）からの引用である。
- ムラマサが高校生三人組（いちゃ山（赤松直人）、コンチュウ（畠山麦）、ジロー（河原裕昌））ともめた時にコンチュウのパンチを受け止めて握りこぶしを開かせる件は『だん突ムラマサ』（第1巻）からの引用。
- スナックのホステス・北川サキエ（渡辺やよい）がムラマサに失恋話をする件は『拾イズム』（第6巻）からの引用。
- 同じく、スナックの場面でホステス・北川サキエを砂糖とコースターを使用して滑らせる件は『銀行レース』（第2巻）からの引用。
- ムラマサがクリーニング店に勤める件は『雨のスクランブル』（第4巻）からの引用。
- 東華学園高での挿話（ムラマサが入部の掛け持ちをして歓迎会にありつく場面やキッスくじ）は『だんびら嵐』『ああ！風雲急』（以上第3巻）の挿話を抜粋してまとめられている。
- 東華学園の先生・小千谷陽子（ひし美ゆり子）との自転車の二人乗りから青空の下で抱き合う件は『感字る時代』（第4巻）からの引用。

### 映画第3作『高校生無頼控 感じるゥームラマサ』

#### ストーリー
今回は熱海、油壷、箱根を舞台に、美人歌手、女学生、スチュワーデスを相手に大活躍する。

#### キャスト
- 大門正明：村木正人
- 右京千晶：大久保こずえ （ミス百合ヶ丘）
- 松原麻理：谷川あゆみ （こずえの友達）
- 恵美：月待かがり （歌手、料亭「なぎさ亭」の娘）
- 桑原幸子：藤本千秋 （スチュワーデス、「ホテルシーサイド」の娘）
- 郷鍈治：山本又一郎 （かがりの兄弟、ボクシング部）
- 岡崎二朗：山本又二郎 （かがりの兄弟、剣道部）
- 畠山麦：山本又三郎 （かがりの兄弟、落研）
- 人見明：吉岡
- 粕谷正浩：シゲ
- 安部徹：谷川源太郎
- 鳳八千代：谷川菊江
- 丹下キヨ子：小田清子 （「ホテルシーサイド」の従業員）
- 潮健児：若松
- 名古屋章：部長刑事
- ひし美ゆり子：芸者まり奴

#### 原作との関係
本作では『突きのムラマサ月に哭く』（第8巻）『♀バザール』（第5巻）『教えます』『感字る時代』（以上第4巻）の挿話を基に作られており、主な役柄や設定は変化させている。
- 冒頭でムラマサが海水で歯磨きする件は『食らいマックス』（第5巻）からの引用。
- 入水自殺しようとしていた月待かがり（恵美）の役名と職種のみ引用（『橋ぐれ女』（第5巻））されており、設定は大幅に変更されている。
- また、月待かがりに三兄弟（山本又一郎（郷鍈治）、山本又二郎（岡崎二朗）、山本又三郎（畠山麦）がいる設定は『突きのムラマサ月に哭く』（第8巻）からの引用。
- ムラマサがミス百合ヶ丘学園の大久保こずえ（右京千晶）と高級料理店でタダ飯する件は『夜はギンギラ』（第2巻）からの引用。
- 又一郎の見合い相手であるシーサイドホテルの一人娘・藤本千秋（桑原幸子）は役名と職種のみ『白き旅へ』（第2巻）からの引用。
- 同じくシーサイドホテルでムラマサがバーテンとして働く件や暴れる又一郎たちのお酒に麻薬を入れたとハッタリをきかせるシーンは『決闘一ノ瀬』（第3巻）からの引用。

## 備考
- 爆笑問題が司会を務めた『号外!!爆笑大問題』で「リバイバルをしてほしい漫画作品」の話題の時に、レギュラーである渡辺正行が本作を挙げている。爆笑問題の2人は知らなかったが、「新人の女の先生とＨしたりするんだよ」と語っていた。
- 「ツンデレ」という語源に第1巻の第2話『薩摩守ただのり』の挿話の中で学園のマドンナである早瀬卓子が男子学生（ムラマサ）と楽しくおしゃべりしている様子に嫉妬した不良たちの「おれたちにはツンツンしてるくせにあんなイモ野郎とデレデレしやがって」というせりふから「ツンデレ」という語源は作者である小池一夫が作ったのか話題に挙がった事がある[5]。
- 映画化決定（1972年11月26日公開）に先駆け、連載誌であった『週刊漫画アクション』〈1972年8月24日号（36号）〉では特集企画「『高校生無頼控』映画特別座談会 ムラマサを君も演（や）れる!?」が組まれており、小池一雄（原作者）、芳谷圭児（劇画執筆者）、江崎実生（監督）、佐々木守（脚本）、足立正生（脚本）、河野泰彦（プロデューサー）、藤岡豊（プロデューサー）、赤塚不二夫（スタッフ）による座談会が行われ、この時点ではまだ主役が決定しておらず、監督の江崎はムラマサの具体的なイメージ役者として、まっ先に石原裕次郎の若いときを思い浮かべるが、「とにかく原画どおりのそっくりなのがないかなあ」と述べ、原作者の小池は一例としてよしだたくろうの名を挙げており、現時点ではネームバリューのある役者よりも新人の方針で選考している様子がうかがえる。
- 映画『帰らざる日々』[注 5]のなかで主人公・野崎の高校時代、授業中に仲間と『高校生無頼控』〈第５巻〉の単行本を回し読みするシーンがある。しかし、作中の設定では1972年7月となっており、この時点では第5巻（1973年1月20日初版発行）はおろか、第1巻（1972年8月15日初版発行）も出版されておらず、舞台設定としては矛盾している。
- 第4巻『雨のスクランブル』の挿話の中に突如異なったイラストで「アハハハ……！」と笑うコマの後にムラマサが「バアロ!結作スタイルで笑うとこうなっちゃう」というせりふがあるが、これは当時同誌で連載されていた黒鉄ヒロシ原作による股旅物のギャグマンガ『結作物語』のキャラの絵を引用したものである。
- 第4巻『教えます』の挿話でムラマサのアップで終わるラストカットに連載誌〈1972年7月6日号〉と初版発行本には、映画公開を知らせるムラマサ自身のせりふがあり、「拝一刀と大五郎ちゃん[注 6]に負けないようにバッチリ、ガンバッちゃいま～～す！ヨロシク～！」と語っている。
- 第6巻『再び東京ムラマサ』の挿話の中に『天才バカボン』のバカボンパパが「くわしいのだ！」というせりふつきでワンカット登場しているが、これは作者である芳谷が赤塚不二夫のアシスタントであり、連載当時も赤塚のフジオプロ劇画部に所属していた事から師匠の代表キャラを取り入れたお遊び的なカットとなっている。
- 平本アキラ著『アゴなしゲンとオレ物語』の第12巻第171話「旅路のトラッカー」で主人公・ゲンの助手であるケンヂが『高校生無頼控』（第6巻「拾イズム」）でムラマサが披露した歌『くらいマックス』と同じ振り付けで「Ｆ・Ｒ・Ｅ・Ｅ・Ｄ・Ｏ・Ｍ！　Ｆ・Ｒ・Ｅ・Ｅ・Ｄ・Ｏ・Ｍ！　ふりぃ～男（だ）～ッ夢（む）！！　男！」を歌う場面がある。[注 7]また、第13巻第183話「近道とトラッカー」ではゲンとケンヂがコラボで歌い、第15巻第219話「太鼓とトラッカー」では、祭りでケンヂが『フリー男夢（ダム）音頭』として歌う場面がある[注 8]。